# Cyganivci
Cyganivci, česky také Cyganovce, ukrajinsky Циганівці, maďarsky Cigányóc, je ves v Baranynské územní komunitě, v okrese Užhorod, v Zakarpatské oblasti na západě Ukrajiny. V roce 2001 žilo v Cyganivcích 416 obyvatel. Ve vsi je zdroj minerální vody. 

## Historie
Ves byla založena v roce 1586. V 16. a 17. století ves patřila do panství Drughetů.  Do uzavření Trianonské smlouvy byla součástí Uherska, poté součástí Československa. Od roku 1945 byla součástí Ukrajinské sovětské socialistické republiky, která byla součástí SSSR. Od roku 1991 je  součástí nezávislé Ukrajiny.